# Pouteria trilocularis
Pouteria trilocularis är en tvåhjärtbladig växtart som beskrevs av Arthur John Cronquist. Pouteria trilocularis ingår i släktet Pouteria och familjen Sapotaceae. Inga underarter finns listade i Catalogue of Life.